# سيماراك
سيماراك (بالملايوية: Semarak)‏ هي منطقة رئيسية في مدينة كوالالمبور عاصمة  ماليزيا.
وتقع بها مقرات الأكاديمية للشرطة الماليزية، ووزارة الدفاع، وحرم جامعة ماليزيا للتكنولوجيا وهي أقدم جامعة للهندسة والتكنولوجيا في ماليزيا وبنيت عام 1946، والعديد من المباني الأخرى.